# Carrie Westcott
Carrie Westcott, född 12 december 1969 i Mission Hills, Kansas, USA, är en amerikansk fotomodell och skådespelare. Hon utsågs till herrtidningen Playboys Playmate of the Month i september 1993.